# Шоубое модель 1907

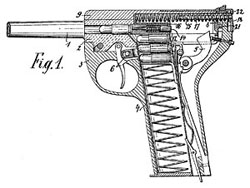
Схема пістолета Шоубое моделі 1903 року

Шоубое модель 1907 (або Автоматичний пістолет Шоубое) — данський самозарядний пістолет, розроблений в 1903 році інженером Єнсом Торрінгом Шоубое.

## Історія
В 1903 році офіцер данської армії Єнс Торрінг Шоубое, який також був головним конструктором фірми DRS і винахідником кулемета Madsen, запатентував свій перший самозарядний пістолет з вільним затвором. Після випробувань прототипа почався випуск пістолета під патрон .32 ACP, проте армія не поспішала приймати на озброєння цей незвичайний на вигляд пістолет і скоро випуск припинили.
Втім, Шоубое, не втративши надію після невдачі свого першого пістолета, збільшив його розмір і сконструював 11.35 мм армійський пістолет.
Пістолет випробовували в декількох країнах, в тому числі і у Великій Британії та США, однак ніде не прийняли на озброєння. Всього виготовлено не менше 500 екземплярів цієї моделі, багато з яких потрапили в якості нагороди до випускників військових училищ, а також до переможців змагань зі стрільби серед кадетів данської армії. Частина пістолетів також була подарована чиновникам, від рішення яких залежала доля розробленого Шоубое кулемета Madsen. В 1917 році виробництво пістолетів Шоубое припинили.
Сьогодні пістолет М1907 зустрічається надзвичайно рідко.

## Конструкція
Пістолет з вільним затвором. Для зменшення віддачі та, відповідно, можливості використання великокаліберного патрона в пістолеті з вільним затвором Шоубое використав патрони з дуже легкою кулею, яка складалась з дерев'яного осердя, мідно-нікелевої оболонки та алюмінієвої основи. Така куля отримувала початкову швидкість 488 м/с, а завдяки малій масі (4.2 г) віддача значно зменшувалась. Куля розганялась настільки швидко, швидко, що покидала ствол раніше, ніж починав рухатись затвор пістолета.
Серед недоліків пістолета відзначали малу «зупиняючу дію» кулі, відсутність замикання стовола і низьку точність, викликану поєднанням легкої кулі і невідповідною їй крутизною нарізів каналу ствола. 

## Тактико-технічна характеристика
- Патрон — 11.35×17 мм SR Шоубое
- Маса — 1.2 кг
- Довжина — 250 мм
- Довжина ствола — 150 мм
- Місткість магазина — 6 патронів